# Burchia
Burchia là một chi ốc biển, là động vật thân mềm chân bụng sống ở biển trong họ Turridae.

## Các loài
Các loài thuộc chi Burchia bao gồm:
- Burchia spectabilis Sysoev & Taylor, 1997[2]